# NGC 249
NGC 249 – mgławica emisyjna położona w gwiazdozbiorze Tukana, w Małym Obłoku Magellana. Została odkryta 5 września 1826 roku przez Jamesa Dunlopa.